# Nikki DeLoach
Nikki DeLoach, all'anagrafe Ashlee Nicole DeLoach (Waycross, 9 settembre 1979), è un'attrice e cantante statunitense.

## Biografia
DeLoach è nata a il 9 settembre 1979 a Waycross, in Georgia, prima dei tre figli di David e Terri Deloach. Durante l'infanzia si interessa al canto e partecipa a numerosi concorsi di bellezza. La sua prima esibizione avviene in occasione del talent show annuale presso la Pierce County High School a Blackshear, in Georgia.
Dal 1991 al 1994 è stata un membro del Georgia 4-H Performing Arts group Clovers & Company. Ha poi partecipato al The New Mickey Mouse Club dal 1993 fino alla sua cancellazione, nel 1995. In seguito Nikki torna nel suo liceo, prima di trasferirsi con la nonna a Los Angeles. Nel 1998 diviene membro del gruppo femminile Innosense. Il gruppo è stato gestito dalla madre di Justin Timberlake, Lynn Harless. Dopo aver lasciato Innosense nel 2001, inizia a concentrarsi sulla recitazione.
La sua carriera recitativa include la partecipazione come protagonista a The Net 2.0, seguito del film thriller con Sandra Bullock The Net. In televisione, ha recitato nella serie televisiva Fox North Shore. Ha compiuto inoltre delle apparizioni nelle serie televisive I Finnerty, Walker Texas Ranger, Cold Case - Delitti irrisolti, Castle e CSI: NY. Nel 2010 è stata la protagonista di Mask Maker, film horror diretto da Griff Furst. Dal 2011 interpreta Lacey Hamilton, madre della protagonista della sitcom statunitense Diario di una nerd superstar, in onda su MTV Italia dal 7 febbraio 2012.

### Vita privata
Nel settembre del 2009 ha sposato Ryan Goodell, membro della band Take 5. La coppia ha due figli.

## Filmografia

### Cinema
- Gunfighter's Moon, regia di Larry Ferguson (1995)
- Svolta pericolosa (Traveller), regia di Jack Green (1997)
- Longshot, regia di Lionel C. Martin (2001)
- La coniglietta di casa (The House Bunny), regia di Fred Wolf (2008)
- An American Carol, regia di David Zucker (2008)
- Flying Lessons, regia di Derek Magyar (2010)
- Il fiume delle verità (The River Why), regia di Matthew Leutwyler (2010)
- The Trial, regia di Gary Wheeler (2010)
- Amore & altri rimedi (Love & Other Drugs), regia di Edward Zwick (2010)
- Maskerade, regia di G.E. Furst (2010)
- Hollywoo, regia di Frédéric Berthe e Pascal Serieis (2011)
- The Devil's in the Details, regia di Waymon Boone (2013)
- The Hunted, regia di Josh Stewart (2013)
- Un pizzico di magia (A Kind of Magic), regia di Tosca Musk (2015)

### Televisione
- Misery Loves Company – serie TV, 8 episodi (1995)
- Never Give Up: The Jimmy V Story, regia di Marcus Cole – film TV (1996)
- Walker Texas Ranger – serie TV, episodio 5x14 (1997)
- North Shore – serie TV, 21 episodi (2004-2005)
- I Finnerty (Grounded for Life) – serie TV, episodio 3x12 (2005)
- Windfall – serie TV, 11 episodi (2006)
- CSI: NY – serie TV, episodio 3x07 (2006)
- Cold Case - Delitti irrisolti (Cold Case) – serie TV, episodio 5x10 (2007)
- Law Dogs, regia di Adam Bernstein – film TV (2007)
- Il tempo della nostra vita (Days of Our Lives) – serie TV, 12 episodi (2007-2009)
- The Defenders – serie TV, episodio 1x18 (2011)
- Traffic Light – serie TV, episodio 1x13 (2011)
- Ringer – serie TV, episodi 1x16-1x19-1x22 (2012)
- Appuntamento a New York (A Golden Christmas 3), regia di Michael Feifer – film TV (2012)
- CSI - Scena del crimine (CSI: Crime Scene Investigation) – serie TV, episodio 13x20 (2013)
- Major Crimes – serie TV, episodio 3x04 (2014)
- NCIS - Unità anticrimine (NCIS: Naval Criminal Investigative Service) – serie TV, episodio 12x07 (2014)
- The Exes – serie TV, episodio 4x04 (2014)
- Criminal Minds – serie TV, episodio 10x10 (2014)
- Sirens – serie TV, episodio 2x05 (2015)
- Castle – serie TV, episodio 7x19 (2015)
- Mad Men – serie TV, episodio 7x11 (2015)
- The Player – serie TV, episodio 1x14 (2015)
- Grey's Anatomy – serie TV, episodio 12x08 (2015)
- Christmas Land, regia di Sam Irvin – film TV (2015)
- Diario di una nerd superstar (Awkward.) – serie TV, 83 episodi (2011-2016)
- Un desiderio a Natale (A Dream of Christmas), regia di Gary Yates – film TV (2016)
- In gioco e in amore (The Perfect Catch), regia di Steven R. Monroe – film TV (2017)
- Il dolce sapore dell'amore (Truly, Madly, Sweetly), regia di Ron Oliver – film TV (2018)
- Una tradizione di famiglia (Reunited at Christmas), regia di Steven R. Monroe - film TV (2018)
- L'eredità di Sharon (Two Turtle Doves), film TV (2019)
- Sweet Autumn, regia di Gary Yates – film TV (2020)

## Doppiatrici italiane
Nelle versioni in italiano delle opere in cui ha recitato, Nikki DeLoach è stata doppiata da:
- Selvaggia Quattrini in Diario di una nerd superstar, Castle, In gioco e in amore, Un desiderio a Natale, L'amore spicca il volo
- Michela Alborghetti in Una tradizione di famiglia, Il paese di Natale
- Valentina Mari in Cold Case - Delitti irrisolti, 9-1-1
- Elena Morara in CSI: NY
- Chiara Francese in Appuntamento a New York
- Daniela Calò in NCIS - Unità anticrimine
- Angela Brusa in Amore & altri rimedi
- Emanuela Damasio in Un pizzico di magia
- Francesca Manicone in North Shore
- Benedetta Degli Innocenti in Major Crimes
- Irene Di Valmo in Criminal Minds
- Monica Migliori in Mad Men
- Laura Lenghi in Grey's Anatomy